# Marathon Rotterdam 2002
De Marathon Rotterdam 2002 werd gelopen op zondag 21 april 2002. Het was de 22e editie van deze marathon.
De Keniaan Simon Biwott finishte bij de mannen als eerste in 2:08.39. De Japanse Takami Ominami won bij de vrouwen in 2:23.43.
Tijdens deze marathon werd tevens het Nederlands kampioenschap op de marathon afgewerkt, waarbij de titel bij de mannen werd gewonnen door Luc Krotwaar (5e in 2:10.59) en bij de vrouwen door Vivian Ruijters (7e in 2:37.36).
Opmerkelijk is dat Kenneth Cheruiyot, de nummer twee met een finishtijd van 2:09.43, de wedstrijd grotendeels had gelopen met een gebroken arm. Hij pakte een drinkbus met nog 20 Engelse mijl te lopen en kwam hierbij ten val. Na afloop klaagde hij over pijn in zijn arm. Toen hiernaar werd gekeken, bleek deze gebroken.
De wedstrijd werd gelopen onder gunstige omstandigheden: zonnig weer, zwakke wind, geen regen, 60% luchtvochtigheid en 15-17 graden Celsius.
In totaal finishten 7715 lopers de marathon, waarvan 6787 mannen en 928 vrouwen.

## Uitslagen

### Mannen
| rang   | naam                   | land | tijd    | opmerkingen |
| ------ | ---------------------- | ---- | ------- | ----------- |
| Goud   | Simon Biwott           | KEN  | 2:08.39 |             |
| Zilver | Kenneth Cheruiyot      | KEN  | 2:09.43 |             |
| Brons  | José Manuel Martínez   | ESP  | 2:09.55 | debuut      |
| 4      | Joseph Kahugu          | KEN  | 2:10.48 |             |
| 5      | Luc Krotwaar           | NED  | 2:10.59 | 1e NK + PR  |
| 6      | Ashebir Demissie       | ETH  | 2:11.32 |             |
| 7      | Ambesse Tolosa         | ETH  | 2:11.34 |             |
| 8      | Jose Manuel Garcia     | ESP  | 2:11.49 |             |
| 9      | Luke Kibet             | KEN  | 2:11.58 |             |
| 10     | Alejandro Gómez        | ESP  | 2:12.58 |             |
| 11     | Vasilios Zabelis       | GRE  | 2:13.24 |             |
| 12     | Noureddine Betim       | ALG  | 2:13.27 |             |
| 13     | Daisuke Isomatsu       | JPN  | 2:13.42 |             |
| 14     | Oscar Fernandez        | ESP  | 2:14.57 |             |
| 15     | Kazuo Ietani           | JPN  | 2:15.39 |             |
| 16     | Jose Axier Zarraga     | ESP  | 2:17.24 |             |
| 17     | Nikolaos Polias        | GRE  | 2:18.30 |             |
| 18     | Hugo van den Broek     | NED  | 2:19.38 | 2e NK + PR  |
| 19     | Dick van de Broek      | NED  | 2:20.10 | 3e NK       |
| 21     | Sebastian Bürklein     | GER  | 2:23.24 |             |
| 23     | Aissa Dahou            | MAR  | 2:24.48 |             |
| 24     | Toon Heeren            | NED  | 2:25.07 | 4e NK       |
| 30     | Jaap van Duijvenvoorde | NED  | 2:27.37 | 5e NK       |

### Vrouwen
| rang   | naam                     | land | tijd    | opmerkingen |
| ------ | ------------------------ | ---- | ------- | ----------- |
| Goud   | Takami Ominami           | JPN  | 2:23.43 | PR          |
| Zilver | Masako Chiba             | JPN  | 2:25.11 | PR          |
| Brons  | Junko Akagi              | JPN  | 2:29.10 |             |
| 4      | Tina Maria Ramos         | ESP  | 2:34.05 |             |
| 5      | Meseret Kotu             | ETH  | 2:36.04 |             |
| 6      | Workenesh Tola           | ETH  | 2:37.10 |             |
| 7      | Vivian Ruijters          | NED  | 2:37.36 | 1e NK       |
| 8      | Annelieke van der Sluijs | NED  | 2:41.07 | 2e NK       |
| 9      | Agnes Hijman             | NED  | 2:47.21 | 3e NK       |

1981 ·
1982 ·
1983 ·
1984 ·
1985 ·
1986 ·
1987 ·
1988 ·
1989 ·
1990 ·
1991 ·
1992 ·
1993 ·
1994 ·
1995 ·
1996 ·
1997 ·
1998 ·
1999 ·
2000 ·
2001 ·
2002 ·
2003 ·
2004 ·
2005 ·
2006 ·
2007 ·
2008 ·
2009 ·
2010 ·
2011 ·
2012 ·
2013 ·
2014 ·
2015 ·
2016 ·
2017 ·
2018 ·
2019 ·
2020 ·
2021 ·
2022 ·
2023 ·
2024